# Калмазы
Калмазы (баш. Ҡалмаза) — село, вошедшее в 1939 году в черту города Бирск. До упразднения входило в состав Пономарёвского сельсовета Бирского района.

## География
Находится в низовье реки Белой, в пределах Прибельской увалисто-волнистой равнины, в зоне Северной лесостепи.

## История
Основано как Калмазинский выселок между 1873 и 1896 на терр. Бирского уезда Уфимской губернии, предположительно жителями Бирска. В 1906 зафиксировано как выселок Бирская Слобода.

## Население
В 1896 в 30 дворах проживал 141 человек. В 1906—474 чел.; 1920 — 11619 (учтено с нас. Бирска); 1939—2337 человек (учтено с нас. п. Бирской МТС).

## Инфраструктура
В 1906 году действовали мыловаренный завод, бакалейная лавка.